# Ozonòlisi
L'ozonòlisi és la reacció de ruptura d'un alquè o alquí amb ozó per formar compostos orgànics on l'enllaç múltiple carboni-carboni ha estat substituït per un enllaç doble a l'oxigen. Els productes obtinguts varien segons la naturalesa de l'enllaç (doble o triple) i segons les condicions de reacció

## Mecanisme
Una molècula d'ozó que es lliga als carbonis d'un doble enllaç carboni-carboni per a donar lloc a un monoozonur o ozonur primari. Aquest ozonur, molt inestable, s'escindeix en dues molècules que reaccionen entre si per donar lloc a un ozonur secundari.